# سوخته‌ماهی
سوخته‌ماهی (نام علمی: Arnoglossus) نام یک سرده از تیره کفشک‌ماهیان چپ‌رخ است.